# Lagocheirus procerus
Lagocheirus procerus är en skalbaggsart som beskrevs av Thomas Casey 1913. Lagocheirus procerus ingår i släktet Lagocheirus och familjen långhorningar. Inga underarter finns listade i Catalogue of Life.